# Karjamaa (Tallinn)

Karjamaa est un quartier du district de  Tallinn-Nord à Tallinn en Estonie.

## Géographie
En 2019, Karjamaa compte 5 030 habitants.
Sa superficie est de 0,97 km2.
Ses quartiers limitrophes sont Kalamaja, Paljassaare, Pelgulinn jt Sitsi.
Les rues de Karjamaa sont: Angerja tänav, Erika tänav, Hundipea tänav, Karjamaa tänav, Kopli tänav, Lume tänav, Miinisadama tänav, Nõlva tänav, Paavli tänav, Paljassaare tee, Ristiku tänav et Tööstuse tänav.

## Population
| 2008  | 2010  | 2011  | 2012  | 2013  | 2014  |
| ----- | ----- | ----- | ----- | ----- | ----- |
| 5 010 | 5 249 | 5 252 | 5 188 | 5 214 | 5 314 |

| 2015  | 2016  | 2017  | 2018  | 2019  | 2020  |
| ----- | ----- | ----- | ----- | ----- | ----- |
| 5 212 | 5 208 | 5 240 | 5 247 | 5 030 | 4 949 |

| 2021  | 2022  | - | - | - | - |
| ----- | ----- | - | - | - | - |
| 4 929 | 4 783 | - | - | - | - |

## Lieux et monuments
- Lume tänav 9, Port de Hundipea, bâtiment du service de sécurité maritime
- Kopli tn 76 - Bureau du ministère de l'Environnement[9];
- Karjamaa tn 1 - École primaire de Karjamaa[10];
- Karjamaa tn 3 - Parc de Karjamaa (et) :
- Karjamaa tn 18 - École privée Loova Tuleviku Kool[11];
- Erika tänav 3, Centre de sauvetage de l'Estonie du Nord :
- Erika tn 14 - Centre commercial Arsenal[12];
- Tööstuse tn 103 - Supermarché Rimi[13].

## Transports
Karjamaa est desservi par les lignes de bus n° 3, 59 et 73 et par les lignes de tramway n° 1 et n° 2.

## Galerie

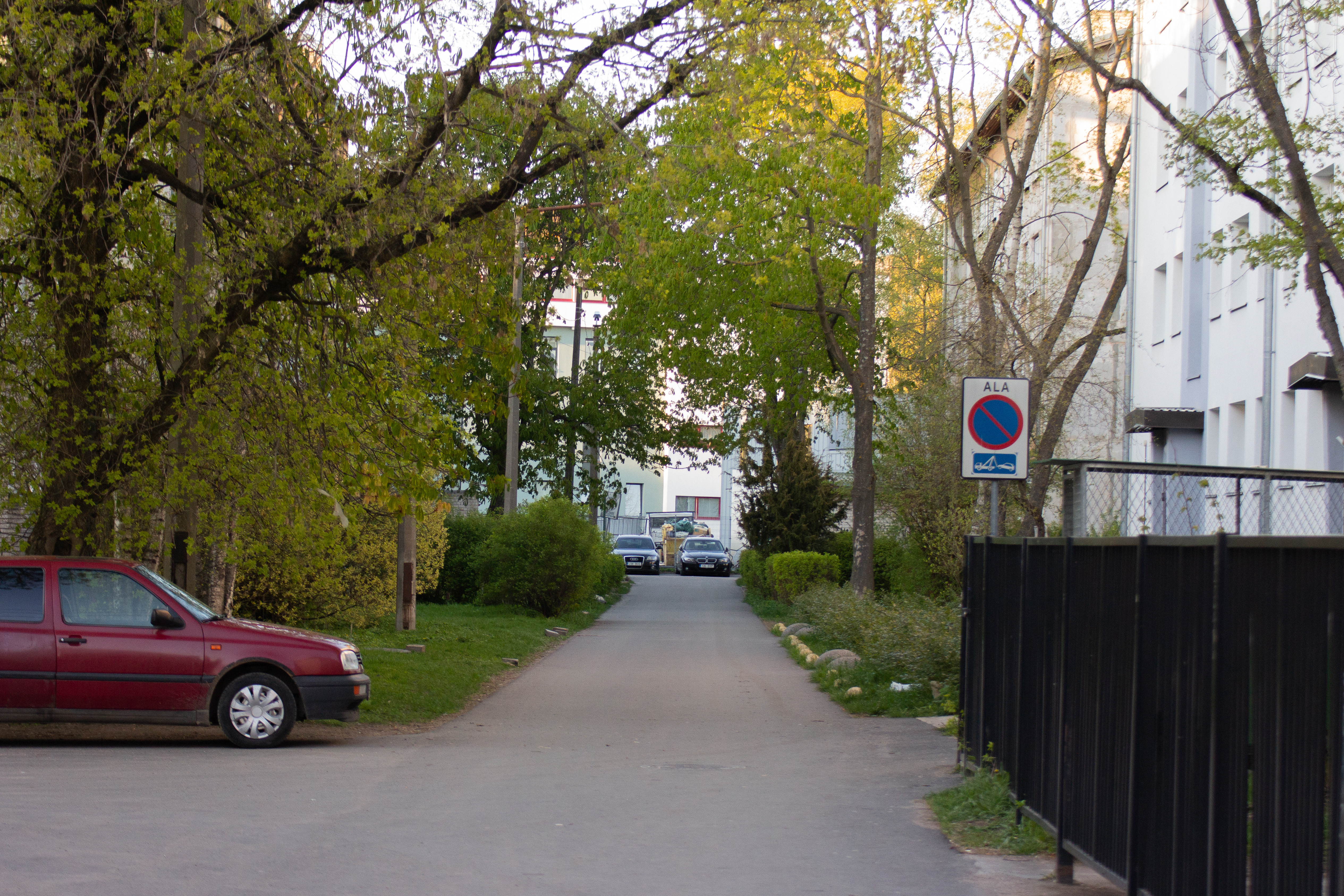
Angerja tänav.
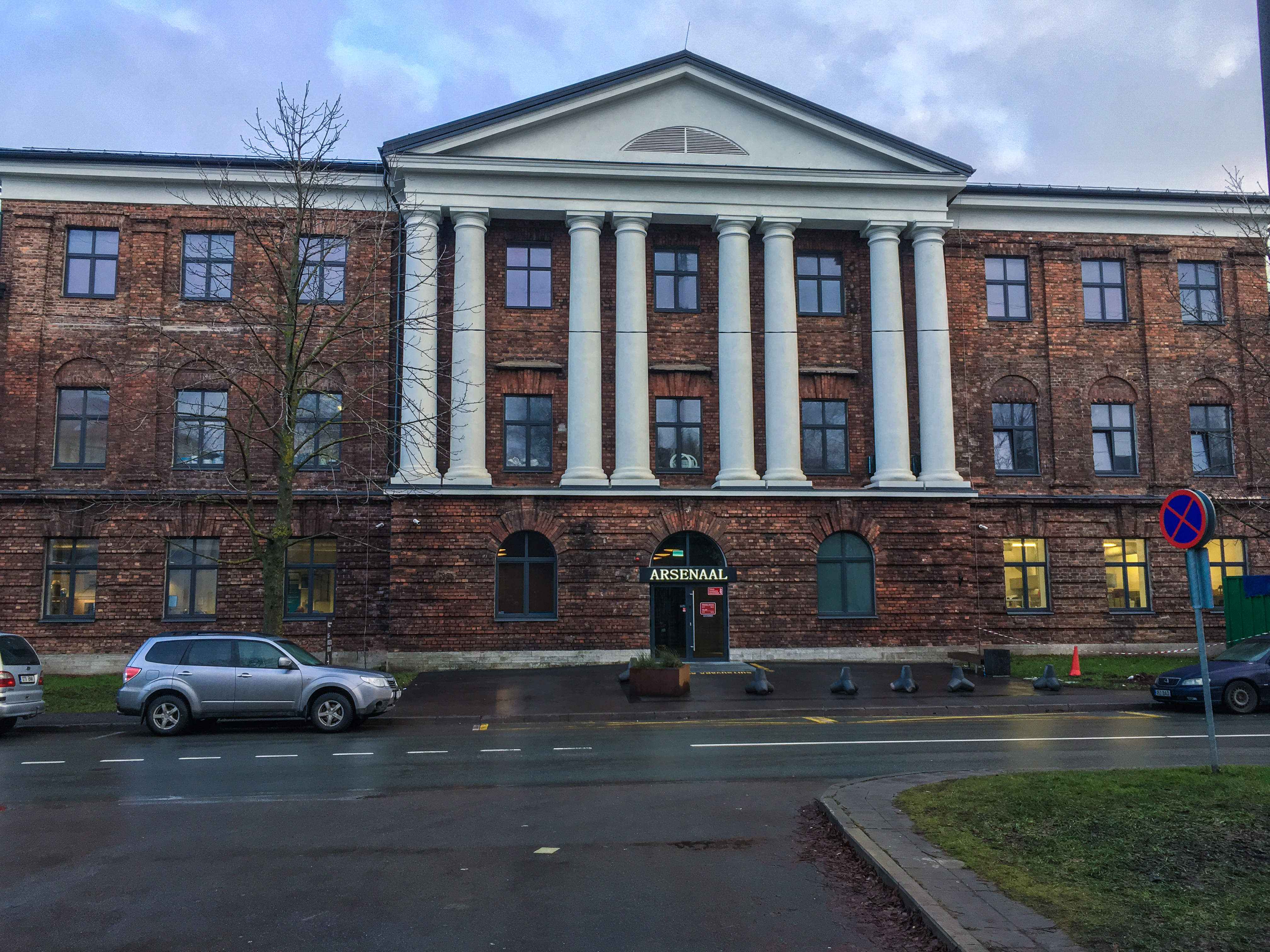
Erika 14.
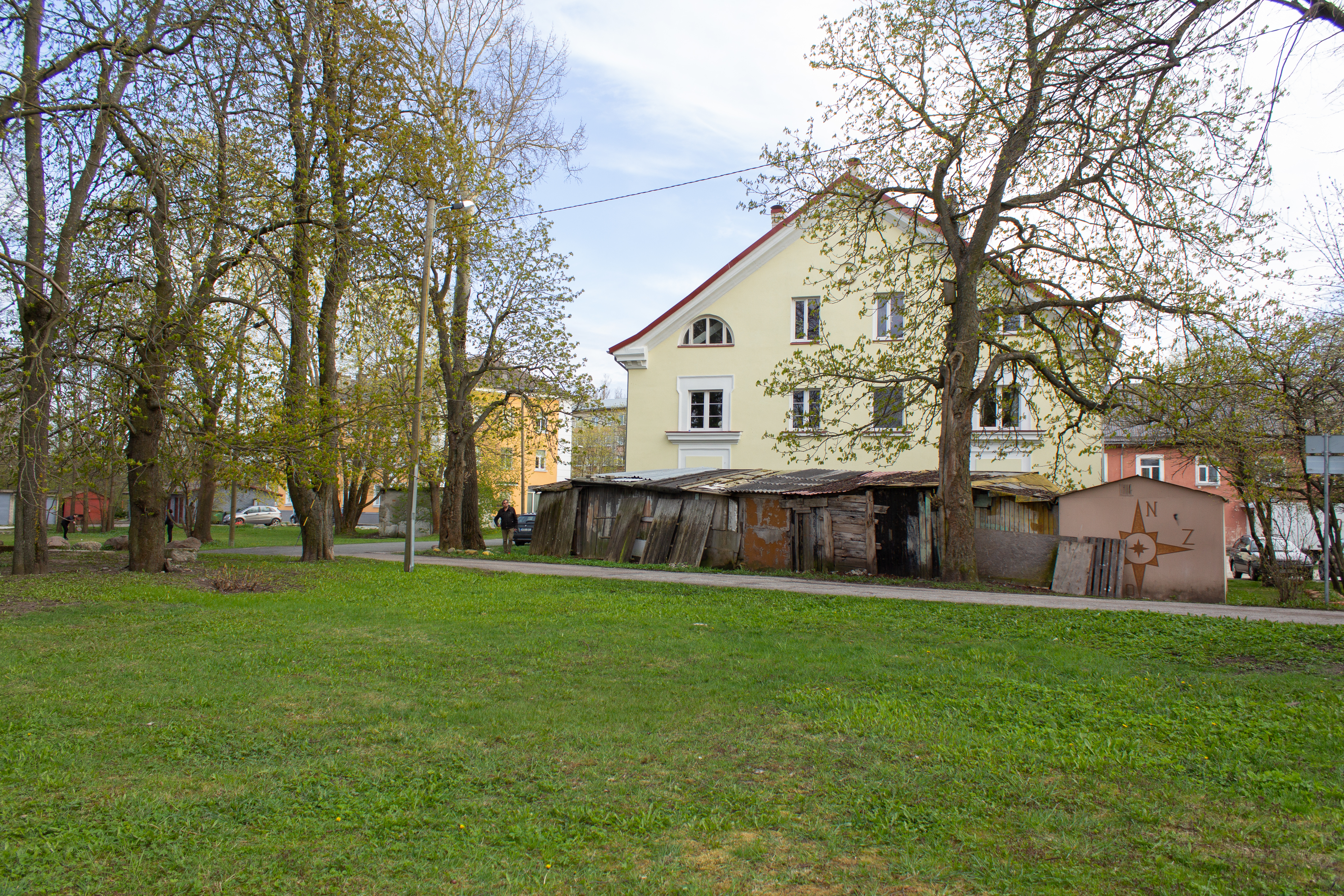
Hundipea tänav.
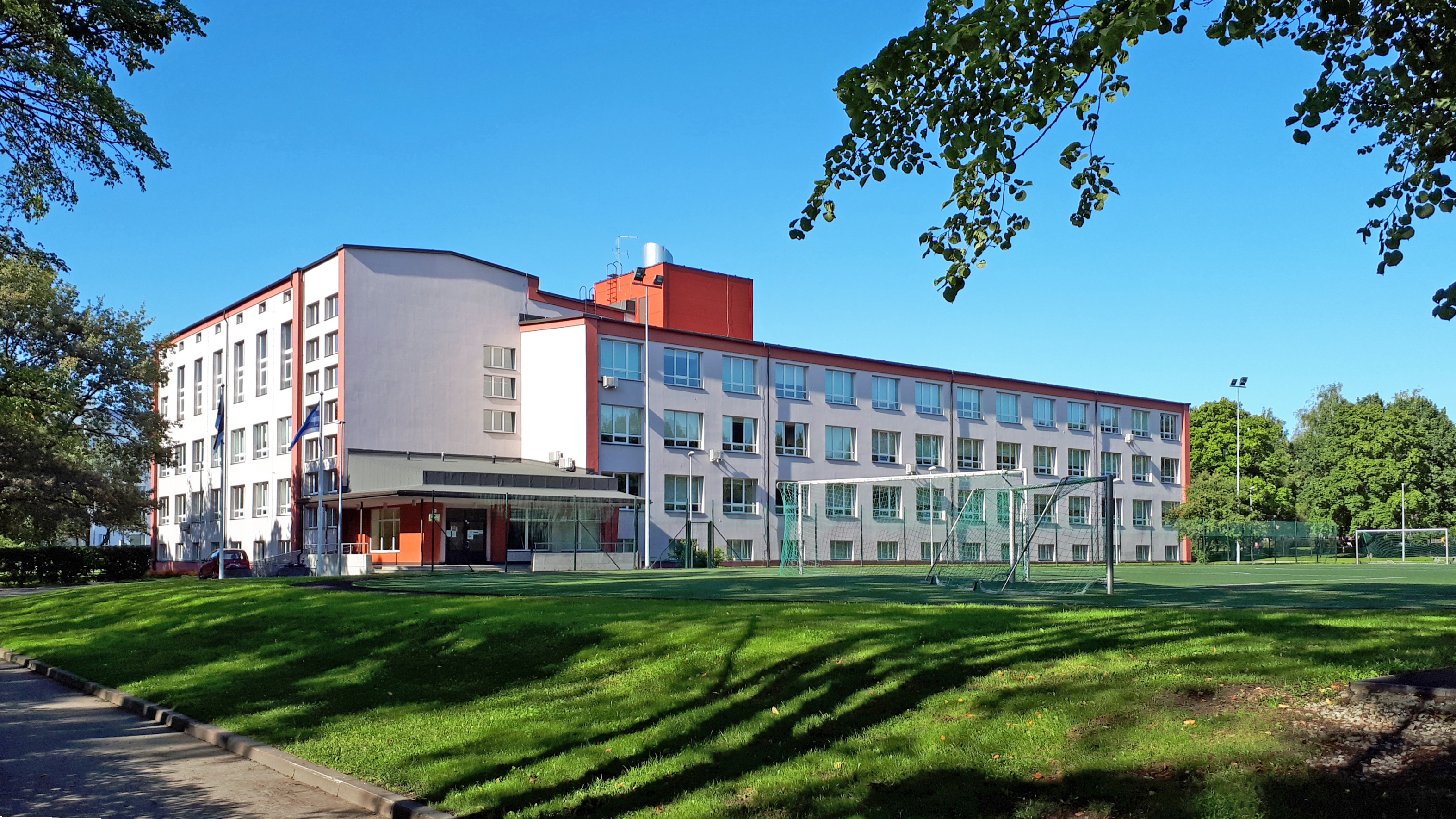
École primaire de Karjamaa.

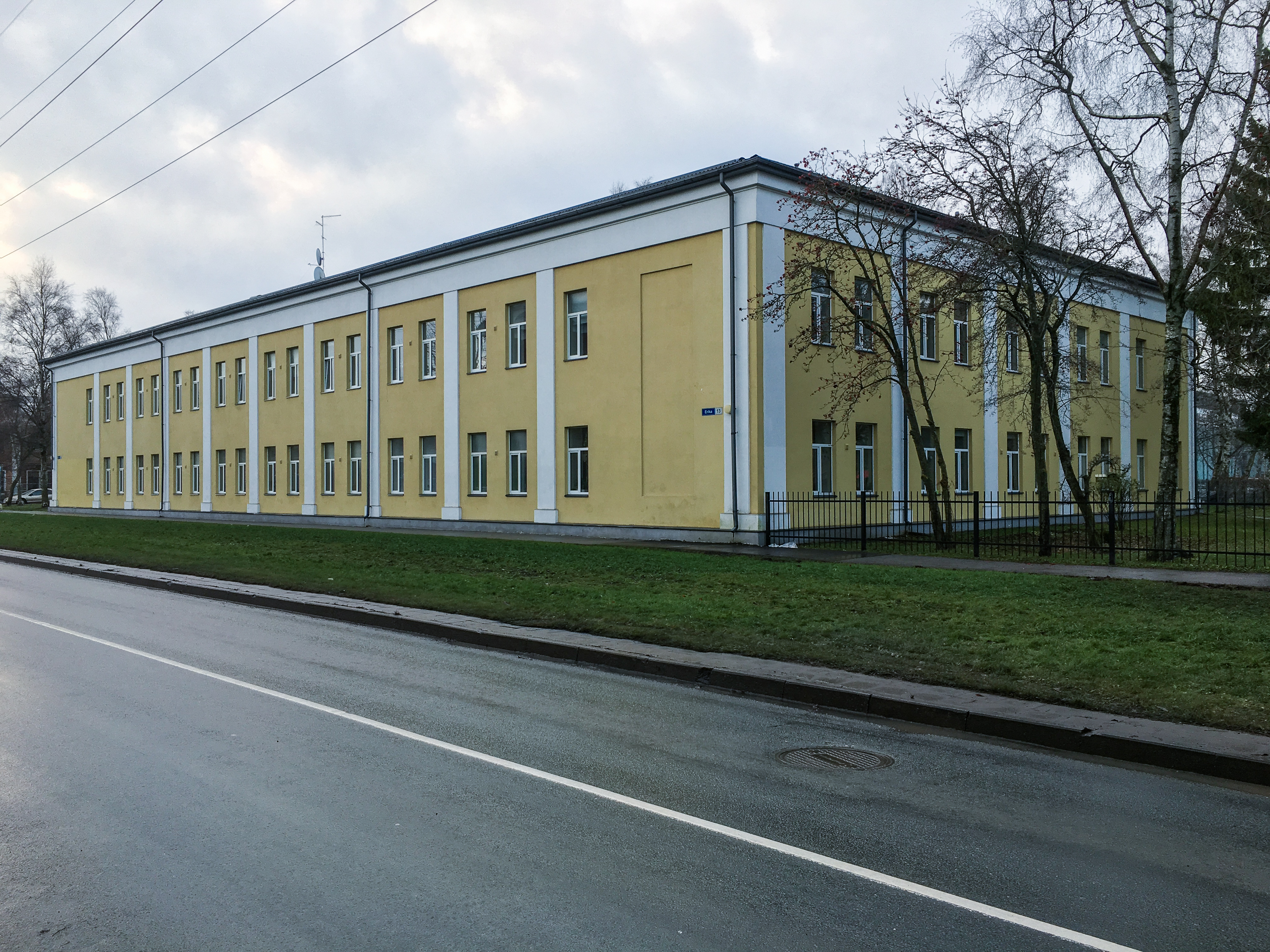
Immeubles de la rue Erika
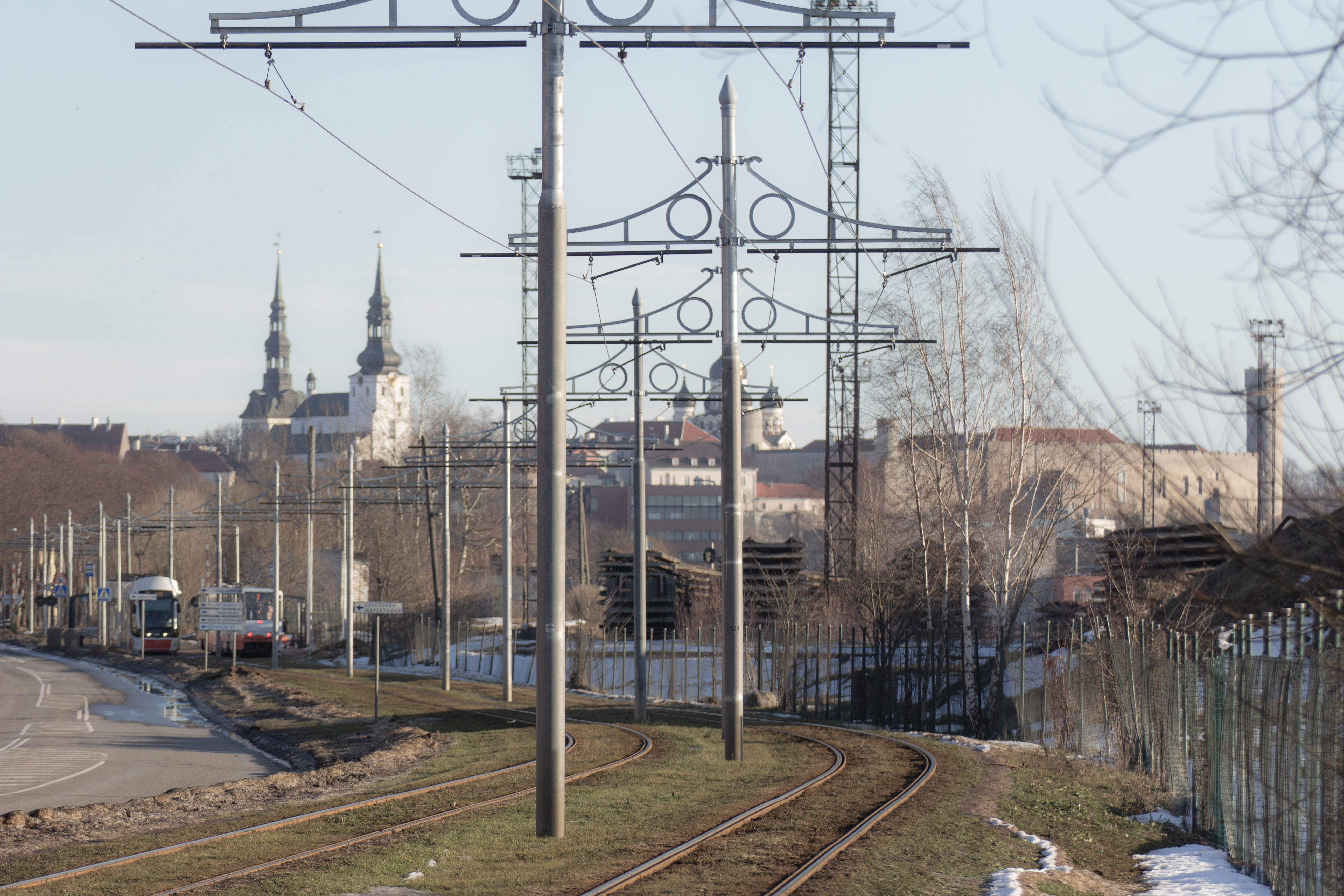
Karjamaa. Rue Kopli
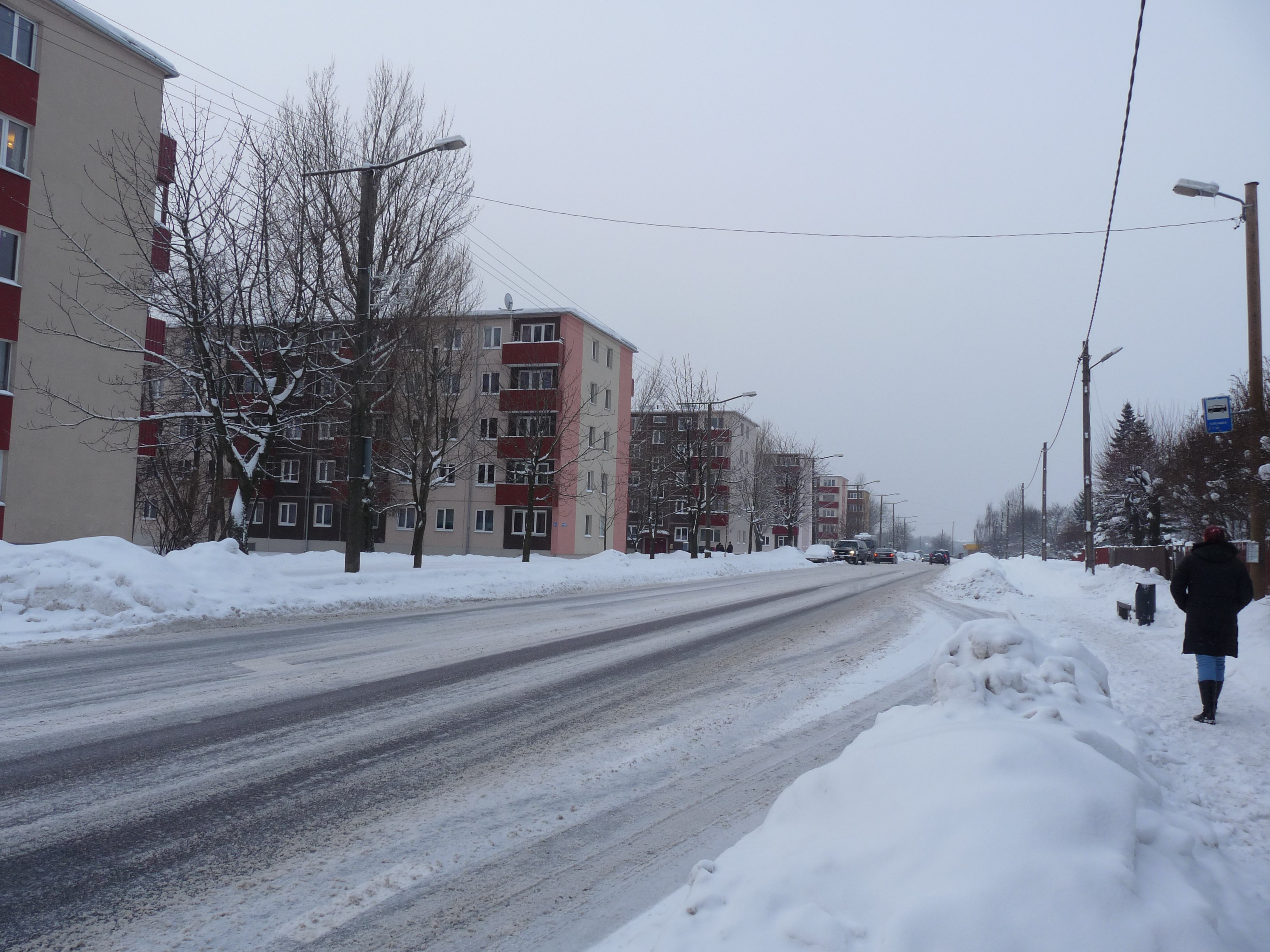
Immeubles de la rue Tööstuse
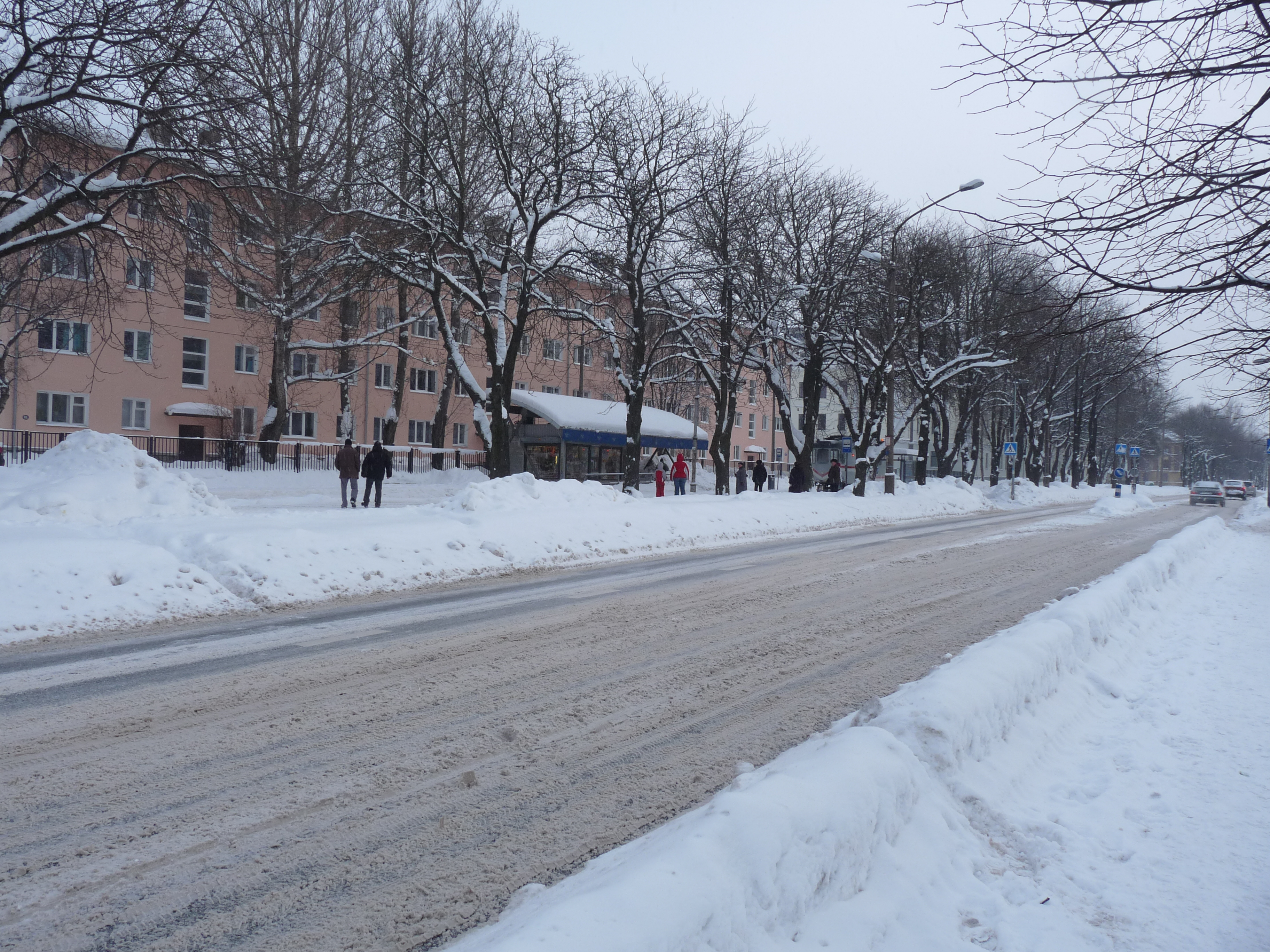
Arrêt Angerja des lignes de tramway 1 et 2.